# Diacyclops odessanus
Diacyclops odessanus is een eenoogkreeftjessoort uit de familie van de Cyclopidae. De wetenschappelijke naam van de soort is voor het eerst geldig gepubliceerd in 1875 door Shmankevich.